# Sitalcina cockerelli
Sitalcina cockerelli is een hooiwagen uit de familie Phalangodidae.